# Старе Костри
Старе Костри (пол. Stare Kostry) — село в Польщі, у гміні Клюково Високомазовецького повіту Підляського воєводства.
Населення — 97 осіб (2011).
У 1975-1998 роках село належало до Ломжинського воєводства.

## Демографія
Демографічна структура станом на 31 березня 2011 року:
|          | Загалом | Допрацездатний вік | Працездатний вік | Постпрацездатний вік |
| -------- | ------- | ------------------ | ---------------- | -------------------- |
| Чоловіки | 50      | 13                 | 27               | 10                   |
| Жінки    | 47      | 10                 | 23               | 14                   |
| Разом    | 97      | 23                 | 50               | 24                   |